# سيسنا سي آر-2
سيسنا سي آر-2 (بالإنجليزية: Cessna CR-2)‏ هي طائرة سباق، أحادية السطح. أنتجت في الولايات المتحدة. من صناعة سيسنا. كان أول طيران لها في 1930. انتهت خدمتها في 1933. صنع منها 1 طائرة.